# Municipio de West Peter Creek
El municipio de West Peter Creek (en inglés: West Peter Creek Township) es un municipio ubicado en el condado de Cleburne en el estado estadounidense de Arkansas. En el año 2010 tenía una población de 1038 habitantes y una densidad poblacional de 27,98 personas por km².

## Geografía
El municipio de West Peter Creek se encuentra ubicado en las coordenadas 35°32′50″N 91°58′3″O / 35.54722, -91.96750. Según la Oficina del Censo de los Estados Unidos, el municipio tiene una superficie total de 37.09 km², de la cual 34,06 km² corresponden a tierra firme y (8,19 %) 3,04 km² es agua.

## Demografía
Según el censo de 2010, había 1038 personas residiendo en el municipio de West Peter Creek. La densidad de población era de 27,98 hab./km². De los 1038 habitantes, el municipio de West Peter Creek estaba compuesto por el 97,4 % blancos, el 0,67 % eran afroamericanos, el 0,48 % eran amerindios, el 0,58 % eran asiáticos, el 0,1 % eran isleños del Pacífico y el 0,77 % eran de una mezcla de razas. Del total de la población el 1,16 % eran hispanos o latinos de cualquier raza.